# Il tenente ottomano
Il tenente ottomano (The Ottoman Lieutenant) è un film del 2017 diretto da Joseph Ruben.
Il film racconta la tormentata storia d'amore tra un'idealista infermiera statunitense e un tenente dell'impero ottomano durante la prima guerra mondiale, interpretati da Michiel Huisman e Hera Hilmar.

## Trama
1914. Lillie è una giovane donna americana dedita alla filantropia e a soccorrere i bisognosi.
Un giorno conosce Jude Gresham, un giovane dottore che dirige una missione medica a Van, città dell'Anatolia orientale. Per donare all'ospedale un autocarro e attrezzature mediche, intraprende un lungo viaggio fino in Turchia. Giunta a Istanbul, conosce per caso l'affascinante tenente turco Ismail. Quando le autorità turche la informano che per la consegna dell'autocarro e delle attrezzature mediche ha bisogno di una scorta militare, Lillie fa il nome di Ismail, di cui si innamorerà.

Raggiunto l'ospedale, decide di rimanervi come infermiera, ma la sua permanenza genera degli “attriti” tra il dott. Gresham, innamorato di lei, e il suo rivale, il tenente Ismail. 
Quando la Turchia entra in guerra a fianco della Germania, iniziano le persecuzioni degli Armeni, che sono cristiani e quindi probabili alleati dei nemici russi. La missione medica si trova coinvolta negli scontri tra l'esercito ottomano e i Russi che invadono il fronte orientale. 

La storia d'amore tra Lillie e il tenente Ismail finirà in maniera drammatica e straziante.

## Critiche
Il tenente ottomano è stato in gran parte giudicato negativamente dai critici cinematografici. Sull'aggregatore di recensioni Rotten Tomatoes, il film ha un punteggio di approvazione del 19%, con un punteggio medio di 3,6/10.
Nella sua recensione del film per Slant Magazine, Keith Watson scrive: "Più evidente del melodramma del Tenente ottomano è il modo in cui il film elude il concomitante genocidio degli armeni etnici da parte delle forze ottomane, una realtà storica che il governo turco continua a negare a questo giorno". ", mentre il critico Roger Moore definisce Il Tenente ottomano una pessima storia d'amore del triangolo amoroso con un resoconto revisionista del genocidio armeno perpetrato dai Turchi.
Critiche dello stesso tenore sono arrivate anche nelle recensioni italiane.

## Distribuzione
Il film è stato distribuito nelle sale cinematografiche statunitensi il 10 marzo 2017.
A fronte di un Budget di 40.000.000 di dollari, il film ha incassato sul mercato mondiale solamente 413.000 dollari.
In Italia, il film non è passato dalle sale cinematografiche: è stato distribuito direttamente in DVD.